# Бюлетин на Вътрешната македонска революционна организация (обединена)
„Бюлетин на Вътрешната македонска революционна организация (обединена)“ е нелегален български комунистически вестник, орган на ВМРО (обединена), излязъл през юли 1936 година в София.
Обявено е, че се печата се в печатницата на ВМРО (обединена) „Симеон Кавракиров“, но всъщност се печата на друг циклостил на улица „Симеон“ №83. Вестникът е списван от Васил Ивановски.